# Еджвотер (Нью-Джерсі)
Еджвотер (англ. Edgewater) — місто (англ. borough) в США, в окрузі Берген штату Нью-Джерсі. Населення — 14 336 осіб (2020).

## Географія
Еджвотер розташований за координатами 40°49′26″ пн. ш. 73°58′27″ зх. д. / 40.82389° пн. ш. 73.97417° зх. д. (40.823800, -73.974237).  За даними Бюро перепису населення США в 2010 році місто мало площу 6,27 км², з яких 2,42 км² — суходіл та 3,85 км² — водойми.

## Демографія
Згідно з переписом 2010 року, у селищі мешкало 11 513 осіб у 5637 домогосподарствах у складі 3020 родин. Було 6282 помешкання
Расовий склад населення:
| - 53,3 % — білих - 35,5 % — азіатів - 5,0 % — чорних або афроамериканців - 0,1 % — вихідців з тихоокеанських островів - 0,1 % — корінних американців - 3,4 % — осіб інших рас |

До двох чи більше рас належало 2,7 %. Частка іспаномовних становила 11,1 % від усіх жителів.
За віковим діапазоном населення розподілялося таким чином: 17,7 % — особи молодші 18 років, 70,7 % — особи у віці 18—64 років, 11,6 % — особи у віці 65 років та старші. Медіана віку мешканця становила 37,2 року. На 100 осіб жіночої статі у селищі припадало 90,2 чоловіків;  на 100 жінок у віці від 18 років та старших — 87,0 чоловіків також старших 18 років.
Середній дохід на одне домашнє господарство  становив 132 004 долари США (медіана — 101 767), а середній дохід на одну сім'ю — 160 897 доларів (медіана — 120 526). За межею бідності перебувало 9,8 % осіб, у тому числі 17,9 % дітей у віці до 18 років та 15,7 % осіб у віці 65 років та старших.
Цивільне працевлаштоване населення становило 6267 осіб. Основні галузі зайнятості: освіта, охорона здоров'я та соціальна допомога — 22,8 %, науковці, спеціалісти, менеджери — 20,2 %, фінанси, страхування та нерухомість — 17,5 %.